# Jean-Baptiste Camoin
Pour les articles homonymes, voir Camoin.
Jean-Baptiste Camoin, né le 25 novembre 1819 à Marseille et mort dans la même ville le 16 septembre 1886, était un fabricant de cartes à jouer ; successeur de Conver puis de Levenq, il est connu pour sa production d'un fameux tarot de Marseille portant le nom de Nicolas Conver et la date de 1760.

## Biographie
Jean-Baptiste Camoin est le fils de Jean-Baptiste Joseph Camoin (1796-1876), cultivateur, et de Catherine Françoise Julie Caillol (1795-1871). Il est leur troisième enfant et le deuxième fils. Camoin s’oriente d’abord vers l’emballage de marchandises, une activité hautement lucrative dans le port de Marseille et très règlementée. En 1849, il rachète l'affaire d'un sieur Granon récemment décédé, qui venait de racheter un autre magasin d’emballage
Ainsi, Jean-Baptiste Camoin se trouve rapidement à la tête d'une entreprise qui possède deux sites, tous deux sur les quais. Cela va lui permettre d’accumuler des fonds qui serviront, moins de dix ans plus tard, à injecter plusieurs milliers de francs (de l'époque !) dans la fabrique de cartes à jouer « Levenq de Conver ».
Les frères Auguste et François Levenq avaient racheté ensemble, en 1853, la maison « Veuve Nas Conver & Cie », 7 rue Noailles, à Marseille. En 1857, François Levenq quitte l’entreprise, qui reste entre les mains d’Auguste. Celui-ci cherche des partenaires financiers. En 1858, Auguste Levenq s’associe avec Jean-Baptiste Camoin dans une société en commandite. Un an plus tard, à la suite d'une délibération de la ville de Marseille visant à élargir la rue Noailles, la fabrique est expropriée ; elle s’installe le 10 juin 1859 au 8 rue d’Aubagne.
En 1849, Jean-Baptiste Camoin a épousé Honorine Marie Gilly, qui lui a donné huit enfants, mais meurt en mars 1862. Deux mois plus tard, c’est Auguste Levenq qui décède. Sa veuve et son fils demandent à Camoin de prendre la direction de l’entreprise. C’est ainsi que la maison Levenq, successeur de la maison Conver (créée en 1780), passe entre les mains de Jean-Baptiste Camoin, qui doit alors délaisser ses affaires d’emballage. En 1863, devenu veuf, Jean-Baptiste Camoin épouse Marie-Madeleine Martin, déjà associée à la société « Ancienne Manufacture Vve Nicolas Conver, Levenq, Camoin & Cie successeurs ». Désormais majoritaires dans l'entreprise, les époux Camoin lui donnent un nouvel élan et finissent par rester les seuls maîtres de la société, qui devient en 1871 « Jean-Baptiste Camoin et Cie ».
À cette date, il n'y a plus à Marseille que deux fabricants ; en 1878, Camoin se retrouve seul sur la place, dans son atelier du 8 rue d'Aubagne, avec 55 ouvriers, un matériel perfectionné et une production de plus d'un million de jeux (20% de la production française) dont 80% pour l'exportation.
En 1876, Jean-Baptiste Camoin se retire et ses fils Antoine et Joseph reprennent la fabrique qu'ils vont installer à la Capelette sous une nouvelle raison sociale, « J.B. Camoin », puis « A. Camoin et Cie ». Devenu cafetier, Jean-Baptiste Camoin s'est éteint le 16 septembre 1886.
La firme produisait des jeux très divers, y compris des cartes à jouer chinoises (pour l'Indochine française) et des cartes espagnoles pour l'Afrique du Nord, mais les lendemains de la seconde guerre mondiale lui seront fatals avec la perte des colonies. La firme Camoin cesse son activité peu après le décès de Denis Tourrasse en 1970. Ses archives, ses outils et machines et une peinture représentant l'atelier ont été donnés par la famille Tourrasse-Camoin à la ville de Marseille.
Le fils de Denis Tourrasse, Philippe Camoin, descendant de Jean-Baptiste Camoin, a repris l'activité familiale de la Maison Camoin en 1997, avec la création d'un Tarot de Marseille reconstruit en collaboration avec le cinéaste Alejandro Jodorowsky.